# Annette Bruhns
Annette Bruhns (* 1966) ist eine deutsche Journalistin und Buchautorin.

## Leben
Im Jahr 1985 lebte sie als UNESCO-Stipendiatin in einem brasilianischen Kloster. Später arbeitete sie beim Greenpeace Magazin. Bruhns war seit 1995 Redakteurin beim Spiegel. 2012 wurde sie für den Artikel Zu Blau der Himmel mit dem Richard-von-Weizsäcker-Journalistenpreis ausgezeichnet. Von 2012 bis 2014 war sie Vorsitzende des Vereins Pro Quote Medien, den sie auch mitbegründet hat. Zusammen mit den Präsidentinnen und Vorständen von neun weiteren führenden Frauenverbänden hat sie an der Aktion „Spitzenfrauen fragen Spitzenpolitiker“ in Berlin im Vorfeld der Quotengesetzgebung für die Aufsichtsräte in Deutschland teilgenommen. Von Januar bis Mitte Mai 2021 war sie Chefredakteurin des Hamburger Straßenmagazins Hinz&Kunzt. Ab November 2021 arbeitete sie als Kommunikationsleiterin beim Öko-Verband Naturland. Seit März 2023 ist sie Redakteurin beim Berlin.Table, dem Politik-Newsletter von Table.Media.

## Veröffentlichungen
- mit Peter Wensierski: Gottes heimliche Kinder. Töchter und Söhne von Priestern erzählen ihr Schicksal. DVA, München 2004, ISBN 3-421-05772-9.
- Der Krieg gegen die Frauen. In: Spiegel Special. Nr. 2, 2005, S. 84–85 (online [Memento vom 11. September 2012 im Internet Archive]).
- mit Beate Lakotta, Dietmar Pieper (Hrsg.): Demenz. DVA, München 2010, ISBN 978-3-421-04487-7.